# Gottfried Herrmann (Regisseur)
Gottfried Herrmann (* 13. September 1915 in Magdeburg; † 31. Mai 1961 in Berlin) war ein deutscher Regisseur, Schauspieler und Intendant.

## Leben
Herrmann studierte Gesang am Niederschlesischen Landestheater. Danach hatte er bis 1944 Engagements in Ulm, Würzburg, Hannover, Görlitz und Stuttgart, wo er in den Rollenfächern jugendlicher Held und Liebhaber sowie singender Bonvivant eingesetzt wurde.
Nach 1945 war er Regisseur und Produktionsleiter beim Berliner Rundfunk und beim Deutschlandsender. Am Theater war er als Gastregisseur tätig, so in Schwerin (Die Sonnenbrucks) und am Theater am Schiffbauerdamm in Berlin (Menschen unserer Straße). Anschließend wurde er Chefregisseur beim Deutschen Fernsehfunk und schließlich im Juni 1954 Intendant des Friedrichstadt-Palasts. Dort wirkte er bis zu seinem Tod 1961 und inszenierte Revuen mit Ballett und Artistik, die den internationalen Ruf des Palasts begründeten. So entstanden „Varieté-Revuen“ wie Glück muß man haben (Januar 1956), Kinder, wie die Zeit vergeht! (August 1956), Das goldene Prag (August 1958) und Ein Ball rollt um die Welt (Dezember 1959). In den Programmen des Kindervarietés spielte Herrmann auch selbst mit.
Als Beitrag zum V. Parteitag der SED inszenierte er im Juli 1958 am Friedrichstadt-Palast die szenische Kantate Das Urteil von Hedda Zinner (Text) und Jean Kurt Forest (Musik).
Er wurde 1958 mit dem Goethe-Preis der Stadt Berlin und 1959 mit der Verdienstmedaille der DDR ausgezeichnet. Seit 1955 war er 1. Vorsitzender des Berliner Komitees der Kulturschaffenden.
Von 1949 bis 1953 war er mit der Schauspielerin Marianne Wünscher verheiratet. Aus der Ehe ging Sohn Thomas hervor.

## Hörspiele
- 1949: Günther Oßwald (nach Leon Kruczkowski): Die Sonnenbrucks (Berliner Rundfunk)
- 1950: Heinz Günther Rath, Pseudonym für Heinz Matschurat: Familie Hauser (Deutschlandsender)
- 1950: Karl Georg Egel: Das Hauptbuch der Solvays (Deutschlandsender)
- 1950: Maximilian Scheer (nach Garson Kanin): Das vergilbte Manifest (Berliner Rundfunk)
- 1951: Karl Georg Egel: Einer von unseren Tagen (Deutschlandsender)
- 1951: Karl Georg Egel (nach Peter Martin Lampel): Das Lied von Helgoland (alle DDR-Sender)
- 1951: Friedrich Karl Kaul: Funkhaus Masurenallee (Berliner Rundfunk)
- 1951: Werner Stewe (nach Marija Prileschajewa): Deine Freunde sind mit Dir (Berliner Rundfunk)
- 1952: Werner Stewe und Heinz Kahlow (nach Nikolai Gogol): Die Heirat (Berliner Rundfunk)
- 1952: Friedrich Karl Kaul und Günther Cwojdrak: Chicago 1886 (Berliner Rundfunk)

## Filmografie
- 1953: Wehe, wenn sie losgelassen (Fernsehfilm)
- 1953: Bianca Maria und der triefende Dolch (Fernsehkurzspiel)
- 1954: Chicago 1886 (Fernsehfilm)
- 1954: Die schwarze Liste (Fernsehfilm nach Stefan Heym)